# Florian Sittsam
Florian Sittsam (* 14. Dezember 1994) ist ein österreichischer Fußballspieler.

## Karriere
Sittsam begann seine Karriere beim SK Sturm Graz. 2011 spielte er erstmals für die Regionalligamannschaft. Im Jänner 2014 wechselte er zum SV Horn. Sein Profidebüt gab er am 20. Spieltag der Saison 2013/14 gegen die SV Mattersburg. Nach dem Zweitligaabstieg 2015 wechselte er zum Bundesligaabsteiger SC Wiener Neustadt.
Zur Saison 2017/18 wechselte er zum Bundesligisten SV Mattersburg. Im August 2018 löste er seinen Vertrag bei den Burgenländern auf.
Im September 2018 wechselte Sittsam zum TSV Hartberg. Nach der Saison 2018/19 verließ er Hartberg und kehrte zum Zweitligisten SV Horn zurück. Zur Saison 2021/22 wechselte er zum Ligakonkurrenten SV Lafnitz. Für Lafnitz absolvierte er in zwei Jahren 50 Zweitligapartien.
Zur Saison 2023/24 wechselte er zum Regionalligisten Kremser SC.

## Leben
Neben seiner aktiven Fußballkarriere erlangte Sittsam im Jahr 2020 mittels Fernstudium den Bachelor in Sport Management am University College of Northern Denmark. 2020/21 absolvierte er den Bundesliga-Campus-Lehrgang der österreichischen Fußballbundesliga.

## Auszeichnungen
- YoungStar Team der Saison der Sky Go Erste Liga 2015[7]
- Sky Sport Award: Tor des Monats Oktober 2018[8]